# Etc works 2
『etc. works 2』(エトセトラワークス ツー)は、MONGOL800のアルバム。

## 収録曲
1. What a Wonderful World
  - ルイ・アームストロングのカバー。
2. Oh Pretty Woman
  - 作詞・作曲：ロイ・オービソン、ビル・ディーズ
3. 南風と太陽
  - ディズニーテレビアニメーションシリーズ「スティッチ!～いたずらエイリアンの大冒険～」主題歌。『スティッチ! オリジナル・サウンドトラック』『ロック・スティッチ』収録。
4. Enjoy Yourself(It's Later Then You Think)
  - スペシャルズのカバー。トリビュートアルバム『2TONE RECORDS TRIBUTE ALBUM BLACK RESPECT TO GANGSTERS』収録。
5. おりこうさん
  - THE BOOMのカバー。トリビュートアルバム『BOOMANIA〜THE BOOM SPECIAL BEST COVERS〜』収録。
6. DAYDREAM BELIEVER feat.キヨサク / The BK Sound
  - モンキーズのカバー。The BK Soundのアルバム『One』収録。
7. Boku and Jelly
  - 書き下ろし新曲
8. SAYONARA DOLL
  - 書き下ろし新曲
9. hanabi / Q;indivi + キヨサク
  - Q;indivi+のアルバム『ACACIA:』収録。
10. こいのうた
  - 作詞：濱田亞紀子 作曲：中島優美
  - GO!GO!7188の楽曲をカバー。トリビュートアルバム『GO!GO!7188 Tribute - GO!GO! A GO!GO!』収録。
11. 涙そうそう / MONGOL800 & MAJESTICS
  - 作詞：森山良子 作曲：BEGIN
  - BEGINトリビュートアルバム『BEGIN 20th アニバーサリー スペシャル・トリビュート・アルバム』収録。
12. 豊年音頭
  - 普久原恒勇のトリビュートアルバム『普久原メロディー』収録（先行発売）。